# I bambini ci guardano
I bambini ci guardano is een Italiaanse dramafilm uit 1944 onder regie van Vittorio De Sica.

## Verhaal
Nina heeft het moeilijk om haar moederrol te vervullen. Ze wordt verliefd op Roberto en besluit haar man en kind achter te laten. Haar zoontje Pricò wordt vervolgens door verschillende familieleden opgevoed en lijdt daar zwaar onder. Wanneer hij ziek wordt, keert Nina terug, maar er zijn diepe wonden geslagen in het gezin.

## Rolverdeling
| Acteur              | Personage      |
| ------------------- | -------------- |
| Emilio Cigoli       | Andrea         |
| Luciano De Ambrosis | Pricò          |
| Isa Pola            | Nina           |
| Adriano Rimoldi     | Roberto        |
| Giovanna Cigoli     | Agnese         |
| Jone Frigerio       | Grootmoeder    |
| Maria Gardena       | Mevrouw Uberti |
| Dina Perbellini     | Tante Berelli  |
| Nicoletta Parodi    | Giuliana       |
| Tecla Scarano       | Mevrouw Resta  |
| Ernesto Calindri    | Claudio        |